# Aliturus mourgliai
Aliturus mourgliai là một loài bọ cánh cứng trong họ Cerambycidae.